# Asteroide

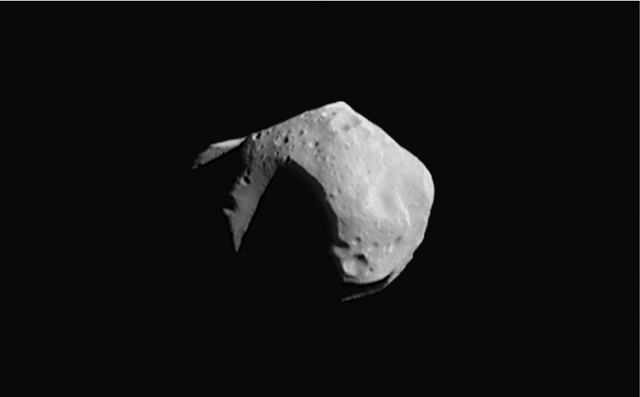
253 Mathilde, um asteroide tipo C medindo cerca de 50 km de diâmetro, coberto por crateras com metade desse tamanho. Fotografia tirada em 1997 pela sonda NEAR Shoemaker

Diagrama do cinturão de asteróides do Sistema Solar

2014 JO25 fotografado por radar durante sua aproximação da Terra em 2017

Um asteroide (pré-AO 1990: asteróide) é um planeta menor do Sistema Solar interno. Historicamente, esses termos foram aplicados a qualquer objeto astronômico orbitando o Sol que não se transformou em um disco e não foi observado que tinha características de um cometa ativo, como uma cauda. À medida que foram descobertos planetas menores no Sistema Solar exterior com superfícies ricas em voláteis semelhantes a cometas, eles passaram a ser distinguidos dos objetos encontrados no cinturão de asteroides principal.
O termo "asteroide" (às vezes também referido como planeta-telescópio) se refere aos planetas menores do Sistema Solar interno, incluindo aqueles co-orbitais com Júpiter. Asteroides maiores são frequentemente chamados de planetóides.

## Visão geral
Existem milhões de asteroides: muitos são restos fragmentados de planetesimais, corpos dentro da nebulosa solar do jovem Sol que nunca crescerem o suficiente para se tornarem planetas. A grande maioria dos asteroides conhecidos orbita dentro do cinturão de asteroides principal localizado entre as órbitas de Marte e Júpiter, ou são co-orbitais com Júpiter (os troianos de Júpiter). No entanto, outras famílias orbitais existem com populações significativas, incluindo os Objetos próximos da Terra. Os asteroides individuais são classificados por seus espectros característicos, com a maioria caindo em três grupos principais: tipo C, tipo M e tipo S. Estes receberam o nome e são geralmente identificados com composições ricas em carbono, metálicos e de silicato (pedregoso), respectivamente. Os tamanhos dos asteroides variam muito; o maior, Ceres, tem quase 1 000 km de diâmetro e é massivo o suficiente para ser qualificado como um planeta anão.
Os asteroides são um tanto arbitrariamente diferenciados de cometas e meteoroides. No caso dos cometas, a diferença é de composição: enquanto os asteroides são compostos principalmente de minerais e rochas, os cometas são compostos principalmente de poeira e gelo. Além disso, os asteroides se formaram mais perto do Sol, impedindo o desenvolvimento de gelo cometário. A diferença entre asteroides e meteoroides é principalmente de tamanho: meteoroides têm um diâmetro de um metro ou menos, enquanto os asteroides têm um diâmetro maior que um metro. Finalmente, os meteoroides podem ser compostos de materiais cometários ou asteroidais.
Apenas um asteroide, 4 Vesta, que tem uma superfície relativamente refletiva, é normalmente visível a olho nu, e isso somente em céus muito escuros quando está favoravelmente posicionado. Raramente, pequenos asteroides que passam perto da Terra podem ser visíveis a olho nu por um curto período de tempo. Em março de 2020, o Minor Planet Center tinha dados sobre 930 000 planetas menores no Sistema Solar interno e externo, dos quais cerca de 545 000 tinham informações suficientes para receber designações numeradas.
As Nações Unidas declararam 30 de junho como o Dia Internacional do Asteroide para educar o público sobre os asteroides. A data do Dia Internacional do Asteroide comemora o aniversário do impacto do asteroide em Tunguska sobre a Sibéria, na Rússia, em 30 de junho de 1908.
Em abril de 2018, a Fundação B612 relatou "É 100% certo que seremos atingidos [por um asteroide devastador], mas não temos 100% de certeza de quando". Ainda em 2018, o físico Stephen Hawking, em seu último livro Brief Answers to the Big Questions (Respostas Breves às Grandes Questões), considerou a colisão de asteroides a maior ameaça ao planeta. Em junho de 2018, o National Science and Technology Council dos Estados Unidos alertou que os Estados Unidos não está preparada para um evento de impacto de asteroide e desenvolveu e lançou o "National Near-Earth Object Preparedness Strategy Action Plan" (Plano de Ação de Estratégia de Preparação de Objetos Próximos à Terra) para melhor se preparar. De acordo com o testemunho de um especialista no Congresso dos Estados Unidos em 2013, a NASA exigiria pelo menos 5 anos de preparação antes que uma missão para interceptar um asteroide pudesse ser lançada.

## Descoberta

Tamanhos dos primeiros 10 asteroides a serem descobertos, em comparação com a Lua

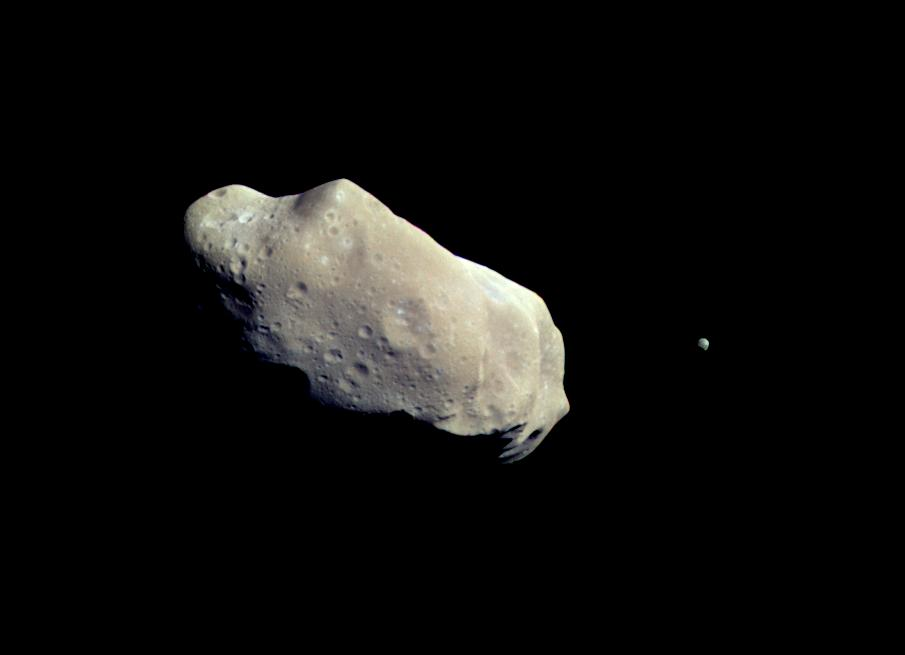
243 Ida e sua lua Dactyl. Dactyl é o primeiro satélite de um asteroide a ser descoberto

O primeiro asteroide a ser descoberto, Ceres, foi originalmente considerado um novo planeta. Seguiu-se a descoberta de outros corpos semelhantes, que, com o equipamento da época, pareciam pontos de luz, como estrelas, apresentando pouco ou nenhum disco planetário, embora facilmente distinguíveis das estrelas devido aos seus movimentos aparentes. Isso levou o astrônomo William Herschel a propor o termo "asteroide", cunhado em grego como ἀστεροειδής, ou asteroeidēs, que significa 'semelhante a uma estrela, em forma de estrela' e derivado do grego antigo ἀστήρ astēr 'estrela, planeta'. No início da segunda metade do século XIX, os termos "asteroide" e "planeta" (nem sempre qualificado como "menor") ainda eram usados alternadamente.
Linha do tempo de descobertas:
- 10 em 1849
  - 1 Ceres –  1801
  - 2 Pallas –  1802
  - 3 Juno –  1804
  - 4 Vesta –  1807
  - 5 Astraea –  1845
  - em 1846, o planeta Netuno foi descoberto[24]
  - 6 Hebe –  julho de 1847
  - 7 Iris –  agosto de 1847
  - 8 Flora –  outubro de 1847
  - 9 Metis –  25 de abril de 1848
  - 10 Hygiea –  12 de abril de 1849 décimo asteroide descoberto
- 100 asteroides em 1868
- 1 000 em 1921
- 10 000 em 1989
- 100 000 em 2005[25]
- 1 000 000 em 2020[8]

### Métodos históricos
Os métodos de descoberta de asteroides melhoraram dramaticamente nos últimos dois séculos.
Nos últimos anos do século XVIII, o barão Franz Xaver von Zach organizou um grupo de 24 astrônomos para pesquisar no céu em busca do planeta desaparecido previsto em cerca de 2,8 UA do Sol pela Lei de Titius-Bode, em parte devido à descoberta, de William Herschel em 1781, do planeta Urano à distância prevista pela lei. Essa tarefa exigia que mapas celestes desenhados à mão fossem preparados para todas as estrelas na faixa zodiacal até um limite acordado de desmaio. Nas noites subsequentes, o céu seria mapeado novamente e qualquer objeto em movimento, com sorte, seria localizado. O movimento esperado do planeta desaparecido era de cerca de 30 segundos de arco por hora, facilmente discernível pelos observadores.

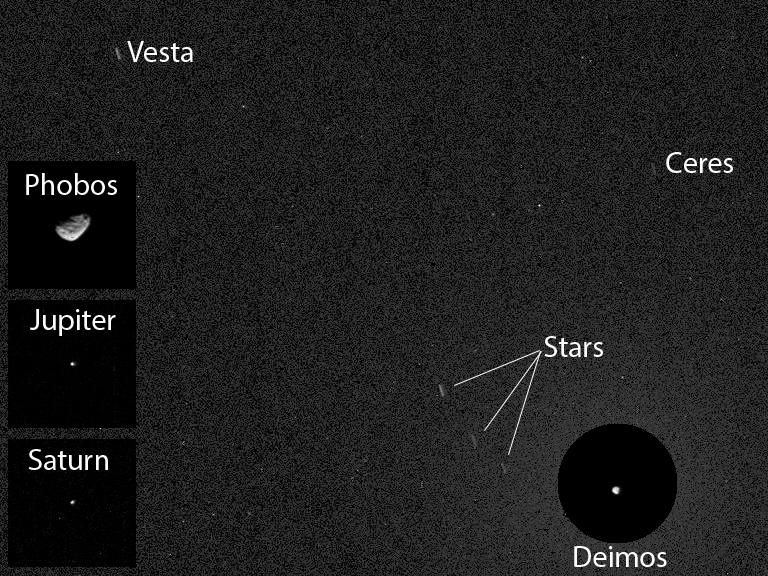
Primeira imagem do asteroide (Ceres e Vesta) perto de Marte, vista pelo Curiosity (20 de abril de 2014)

O primeiro objeto, Ceres, não foi descoberto por um membro do grupo, mas sim por acidente em 1801 por Giuseppe Piazzi, diretor do observatório de Palermo na Sicília. Ele descobriu um novo objeto parecido com uma estrela na constelação de Taurus e acompanhou o deslocamento desse objeto durante várias noites. Mais tarde naquele ano, Carl Friedrich Gauss usou essas observações para calcular a órbita desse objeto desconhecido, que se descobriu estar entre os planetas Marte e Júpiter. Piazzi nomeou-o em homenagem a Ceres, a deusa romana da agricultura.
Três outros asteroides (2 Pallas, 3 Juno e 4 Vesta) foram descobertos nos anos seguintes, com Vesta encontrado em 1807. Depois de mais 8 anos de buscas infrutíferas, a maioria dos astrônomos presumiu que não havia mais e abandonou qualquer outra busca.
No entanto, Karl Ludwig Hencke persistiu e começou a procurar mais asteroides em 1830. 15 anos depois, ele encontrou 5 Astraea, o primeiro novo asteroide em 38 anos. Ele também encontrou 6 Hebe menos de dois anos depois. Depois disso, outros astrônomos se juntaram à busca e pelo menos um novo asteroide foi descoberto a cada ano depois disso (exceto em 1945 na Segunda Guerra Mundial). Caçadores de asteroides notáveis desta época inicial eram J.R. Hind, A. de Gasparis, R. Luther, H.M.S. Goldschmidt, J. Chacornac, J. Ferguson, N.R. Pogson, E.W. Tempel, J.C. Watson, C.H.F. Peters, A. Borrelly, J. Palisa, os irmãos Henry e A. Charlois.
Em 1891, Max Wolf foi o pioneiro no uso da astrofotografia para detectar asteroides, que apareciam como faixas curtas em placas fotográficas de longa exposição. Isso aumentou drasticamente a taxa de detecção em comparação com os métodos visuais anteriores: Wolf sozinho descobriu 248 asteroides, começando com 323 Brucia, enquanto apenas um pouco mais de 300 haviam sido descobertos até aquele ponto. Era sabido que havia muitos mais, mas a maioria dos astrônomos não se preocupou com eles, alguns chamando-os de "vermes dos céus", uma frase atribuída de várias maneiras a Eduard Suess e Edmund Weiss. Mesmo um século depois, apenas alguns milhares de asteroides foram identificados, numerados e nomeados.

### Métodos manuais dos anos 1900 e relatórios modernos
Até 1998, os asteroides eram descobertos por um processo de quatro etapas. Primeiro, uma região do céu era fotografada por um telescópio de campo amplo, ou astrógrafo. Pares de fotos eram tiradas, normalmente com uma hora de intervalo. Vários pares podem ser feitos em uma série de dias. Em segundo lugar, os dois filmes ou placas da mesma região eram vistas sob um estereoscópio. Qualquer corpo em órbita ao redor do Sol se moveria ligeiramente entre os dois filmes. Sob o estereoscópio, a imagem do corpo parece flutuar ligeiramente acima do fundo das estrelas. Terceiro, uma vez que um corpo em movimento fosse identificado, sua localização seria medida com precisão usando um microscópio digitalizador. A localização seria medida em relação às localizações conhecidas das estrelas.
Essas três primeiras etapas não constituem a descoberta de asteroides: o observador encontrou apenas uma aparição, que recebe uma designação provisória, composta pelo ano da descoberta, uma carta representando o meio mês da descoberta e, finalmente, uma letra e um número indicando o número sequencial da descoberta (exemplo: 1998 FJ74).
A última etapa da descoberta é enviar os locais e os horários das observações para o Minor Planet Center, onde os programas de computador determinam se uma aparição une aparições anteriores em uma única órbita. Se assim for, o objeto recebe um número de catálogo e o observador da primeira aparição com uma órbita calculada é declarado o descobridor, e recebe a honra de nomear o objeto sujeito à aprovação da União Astronômica Internacional.

### Métodos computadorizados

2004 FH é o ponto central seguido pela sequência; o objeto que passa durante o clipe é um satélite artificial

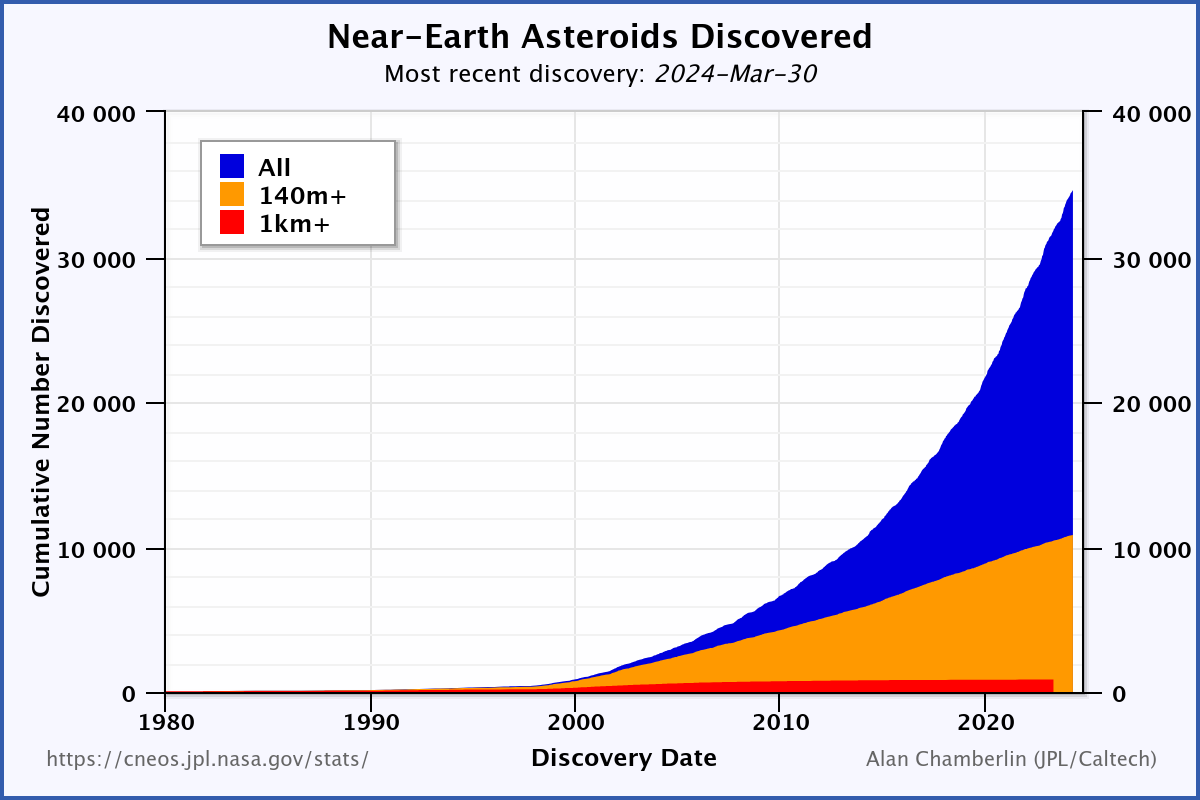
Descobertas cumulativas apenas de asteroides próximos à Terra conhecidos pelo tamanho, 1980-2017

Há um interesse crescente na identificação de asteroides cujas órbitas cruzam as da Terra e que poderiam, com tempo suficiente, colidir com a Terra (veja asteroides cruzadores da Terra). Os três grupos mais importantes de asteroides próximos à Terra são Apolo, Amor e Aton. Várias estratégias de deflexão de asteroides foram propostas, já na década de 1960.
O asteroide 433 Eros, próximo à Terra, já havia sido descoberto em 1898, e a década de 1930 trouxe uma enxurrada de objetos semelhantes. Em ordem de descoberta, eram: 1221 Amor, 1862 Apollo, 2101 Adonis e finalmente 69230 Hermes, que se aproximou de 0,005 UA da Terra em 1937. Os astrônomos começaram a perceber as possibilidades de impacto na Terra.
Dois eventos nas décadas posteriores aumentaram o alarme: a crescente aceitação da hipótese de Alvarez de que um evento de impacto resultou na extinção do Cretáceo-Paleogeno e a observação de 1994 do cometa Shoemaker-Levy 9 colidindo com Júpiter. As Forças Armadas dos Estados Unidos também divulgaram a informação de que seus satélites militares, construídos para detectar explosões nucleares, detectaram centenas de impactos na atmosfera superior por objetos que variam de 1 a 10 metros de diâmetro.
Todas essas considerações ajudaram a impulsionar o lançamento de pesquisas altamente eficientes que consistem em câmeras de dispositivo de carga acoplada (CCD) e computadores diretamente conectados a telescópios. Em 2011, estimava-se que 89% a 96% dos asteroides próximos à Terra com 1 quilômetro ou mais de diâmetro haviam sido descobertos. Uma lista de equipes que usam esses sistemas inclui:
- Lincoln Near-Earth Asteroid Research (LINEAR)
- Near-Earth Asteroid Tracking (NEAT)
- Spacewatch
- Lowell Observatory Near-Earth-Object Search (LONEOS)
- Catalina Sky Survey (CSS)
- Pan-STARRS
- NEOWISE
- Asteroid Terrestrial-impact Last Alert System (ATLAS)
- Campo Imperatore Near-Earth Object Survey (CINEOS)
- Japan Spaceguard Association (JSGA)
- Asiago-DLR Asteroid Survey (ADAS)

Em 29 de outubro de 2018, o sistema LINEAR sozinho descobriu 147 132 asteroides. Entre todas as pesquisas, 19 266 asteroides próximos à Terra foram descobertos, incluindo quase 900 com mais de 1 km de diâmetro.

## Terminologia

Diagrama de Euler mostrando os tipos de corpos do Sistema Solar. (veja corpo menor do Sistema Solar)

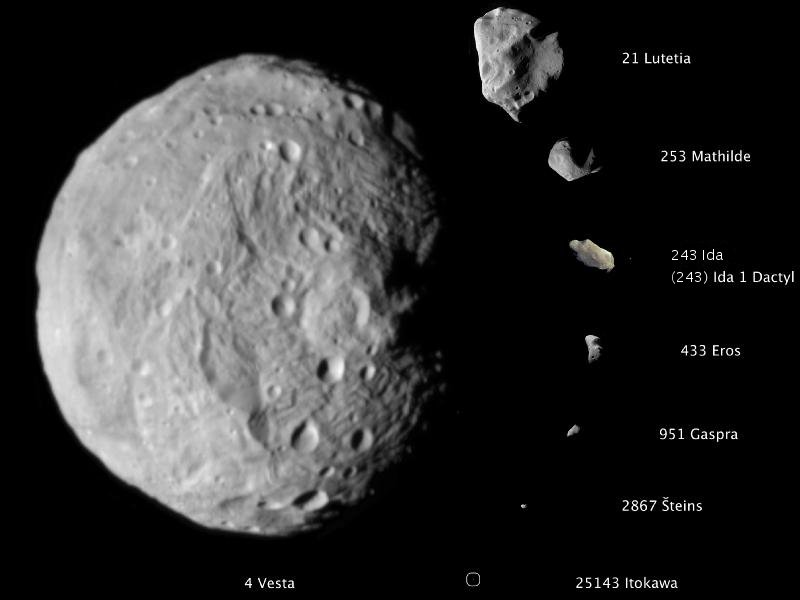
Uma imagem composta, na mesma escala, dos asteroides com imagens em alta resolução antes de 2012. Eles são, do maior ao menor: 4 Vesta, 21 Lutetia, 253 Mathilde, 243 Ida e sua lua Dactyl, 433 Eros, 951 Gaspra, 2867 Šteins e 25 143 Itokawa

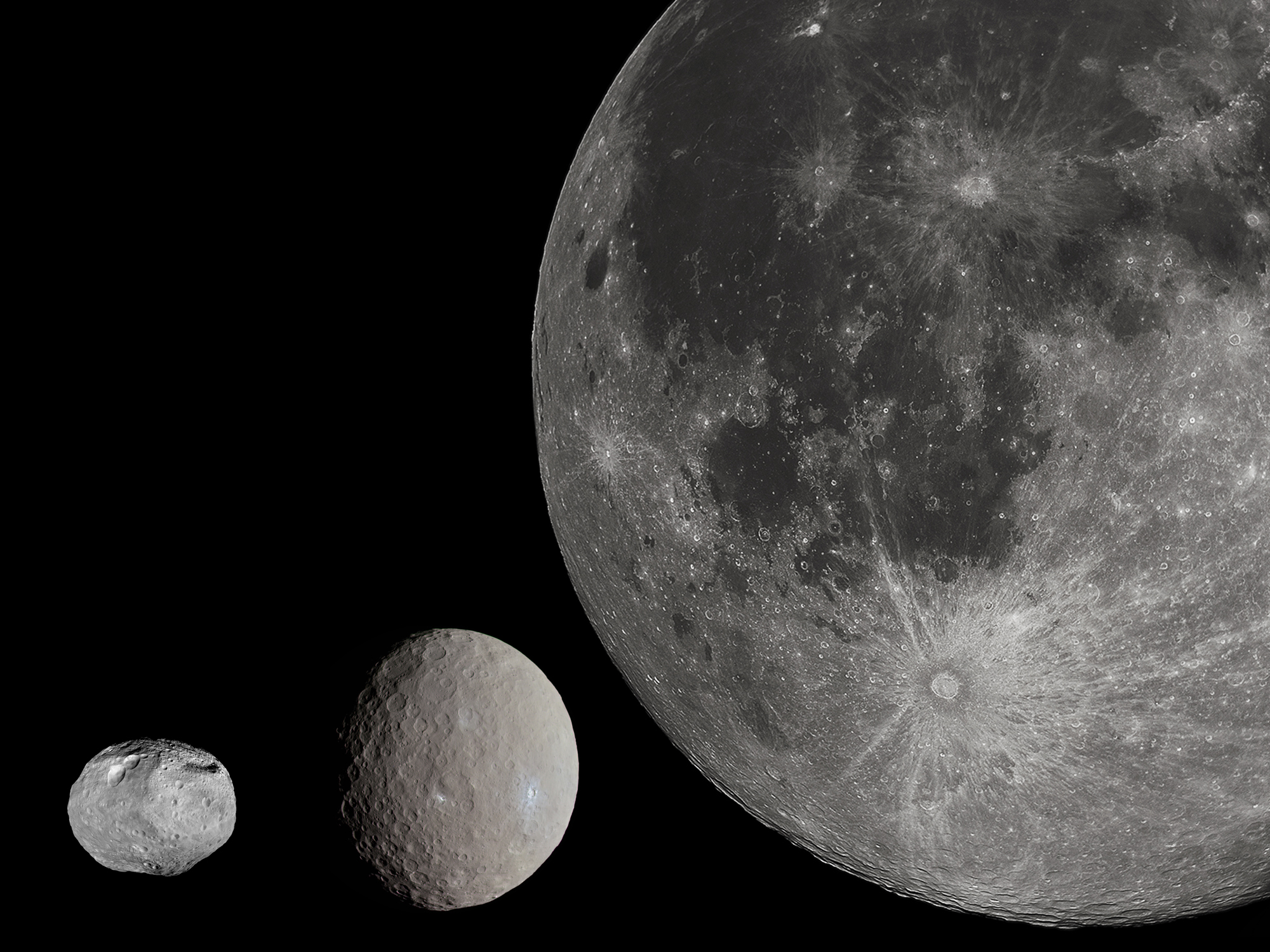
O maior asteroide na imagem anterior, 4 Vesta (esquerda), com Ceres (centro) e a Lua (direita) mostrados em escala

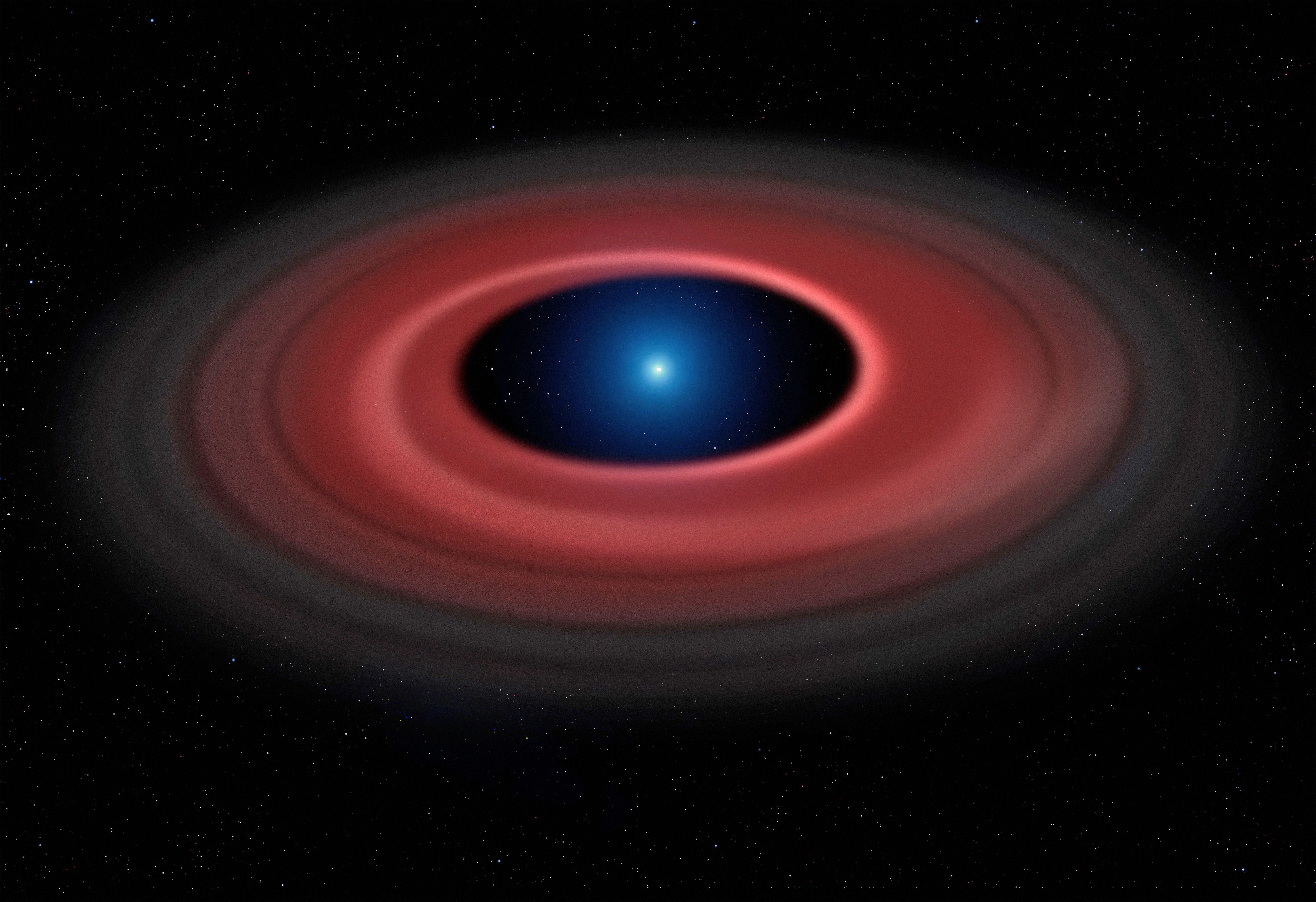
A impressão do artista mostra como um asteroide é dilacerado pela forte gravidade de uma anã branca

Tradicionalmente, pequenos corpos orbitando o Sol eram classificados como cometas, asteroides ou meteoroides, com qualquer coisa menor que 1 metro de diâmetro sendo chamada de meteoroide. O artigo de 1995 de Beech e Steel propôs uma definição de meteoroide incluindo limites de tamanho. O termo "asteroide", da palavra grega para "semelhante a uma estrela", nunca teve uma definição formal, com o termo mais amplo planeta menor sendo preferido pela União Astronômica Internacional (IAU).
No entanto, após a descoberta de asteroides com menos de 10 metros de tamanho, o artigo de Rubin e Grossman de 2010 revisou a definição anterior de meteoroide para objetos entre 10 µm e 1 metro de tamanho, a fim de manter a distinção entre asteroides e meteoroides. Os menores asteroides descobertos (com base na magnitude absoluta H) são 2008 TS26 com H = 33,2 e 2011 CQ1 com H = 32,1 ambos com um tamanho estimado de cerca de 1 metro.
Em 2006, o termo "corpo menor do Sistema Solar" também foi introduzido para abranger a maioria dos planetas menores e cometas. Outras línguas preferem "planetoide" (grego para "semelhante a planeta"), e este termo é ocasionalmente usado em inglês, especialmente para planetas menores maiores, como os planetas anões, bem como uma alternativa para asteroides, uma vez que não são semelhantes a estrelas. A palavra "planetesimal" tem um significado semelhante, mas se refere especificamente aos pequenos blocos de construção dos planetas que existiam quando o Sistema Solar estava se formando. O termo "planetule" foi cunhado pelo geólogo William Conybeare para descrever planetas menores, mas não é de uso comum. Os três maiores objetos no cinturão de asteroides, Ceres, 2 Palas e 4 Vesta, cresceram até o estágio de protoplanetas. Ceres é um planeta anão, o único no Sistema Solar interno.
Quando encontrados, os asteroides eram vistos como uma classe de objetos distintos dos cometas, e não havia um termo unificado para os dois até que "corpo menor do Sistema Solar" foi cunhado em 2006. A principal diferença entre um asteroide e um cometa é que um cometa mostra uma coma devido à desgaseificação de gelos próximos à superfície pela radiação solar. Alguns objetos acabaram sendo listados em dupla porque foram inicialmente classificados como planetas menores, mas depois mostraram evidências de atividade cometária. Por outro lado, alguns (talvez todos) cometas acabam perdendo sua superfície de gelo volátil e se tornam semelhantes a asteroides. Outra distinção é que os cometas normalmente têm órbitas mais excêntricas do que a maioria dos asteroides; a maioria dos "asteroides" com órbitas notavelmente excêntricas são provavelmente cometas dormentes ou extintos.
Por quase dois séculos, desde a descoberta de Ceres em 1801 até a descoberta do primeiro centauro, 2060 Quíron, em 1977, todos os asteroides conhecidos passaram a maior parte do tempo na órbita de Júpiter ou dentro dela, embora alguns como 944 Hidalgo tenham se aventurado muito além de Júpiter para parte de sua órbita. Aqueles localizados entre as órbitas de Marte e Júpiter foram conhecidos por muitos anos simplesmente como "Os Asteroides". Quando os astrônomos começaram a encontrar mais corpos menores que residiam permanentemente mais longe do que Júpiter, agora chamados de centauros, eles os numeraram entre os asteroides tradicionais, embora houvesse um debate sobre se eles deveriam ser considerados asteroides ou como um novo tipo de objeto. Então, quando o primeiro objeto transnetuniano (diferente de Plutão), 15760 Albion, foi descoberto em 1992, e especialmente quando um grande número de objetos semelhantes começou a aparecer, novos termos foram inventados para contornar o problema: Objeto do cinturão de Kuiper, objeto transnetuniano, objeto de disco disperso e assim por diante. Estes habitam os confins frios do Sistema Solar, onde os gelos permanecem sólidos e não se espera que corpos semelhantes a cometas exibam muita atividade cometária; se centauros ou objetos transnetunianos se aventurassem perto do Sol, seus gelos voláteis se sublimariam, e as abordagens tradicionais os classificariam como cometas e não como asteroides.
O mais interno deles são os objetos do cinturão de Kuiper, chamados de "objetos", em parte para evitar a necessidade de classificá-los como asteroides ou cometas. Acredita-se que eles tenham uma composição predominantemente semelhante a um cometa, embora alguns possam ser mais semelhantes a asteroides. Além disso, a maioria não tem as órbitas altamente excêntricas associadas aos cometas, e as que foram descobertas até agora são maiores do que os núcleos de cometas tradicionais. (A nuvem de Oort, muito mais distante, é considerada o principal reservatório de cometas dormentes). Outras observações recentes, como a análise da poeira cometária coletada pela sonda espacial Stardust, estão cada vez mais obscurecendo a distinção entre cometas e asteroides, sugerindo "um continuum entre asteroides e cometas" em vez de uma linha divisória nítida.
Os planetas menores além da órbita de Júpiter às vezes também são chamados de "asteroides", especialmente em apresentações populares. No entanto, está se tornando cada vez mais comum que o termo "asteroide" seja restrito a planetas menores do Sistema Solar interno. Portanto, este artigo se restringirá em sua maior parte aos asteroides clássicos: objetos do cinturão de asteroides, troianos de Júpiter e objetos próximos à Terra.
Quando a IAU introduziu a classe de corpos menores do Sistema Solar em 2006 para incluir a maioria dos objetos anteriormente classificados como planetas e cometas menores, eles criaram a classe de planetas anões para os maiores planetas menores, aqueles que têm massa suficiente para se tornarem elipsoidais sob sua própria gravidade. De acordo com a IAU, "o termo 'planeta menor' ainda pode ser usado, mas geralmente, o termo 'corpo menor do Sistema Solar' será o preferido". Atualmente, apenas o maior objeto no cinturão de asteroides, Ceres, com cerca de 975 km de diâmetro, foi colocado na categoria de planeta anão.

## Formação
Pensa-se que os planetesimais no cinturão de asteroides evoluíram muito como o resto da nebulosa solar até Júpiter se aproximar da sua massa atual, altura em que a excitação de ressonâncias orbitais com Júpiter ejetou mais de 99% dos planetesimais no cinturão. Simulações e uma descontinuidade na taxa de rotação e propriedades espectrais sugerem que asteroides maiores que aproximadamente 120 km de diâmetro se acumularam durante aquela era inicial, enquanto corpos menores são fragmentos de colisões entre asteroides durante ou após a perturbação de Júpiter. Ceres e 4 Vesta cresceram o suficiente para derreter e se diferenciar, com elementos metálicos pesados afundando no núcleo, deixando minerais rochosos na crosta.
No modelo de Nice, muitos objetos do cinturão de Kuiper são capturados no cinturão de asteroides externo, a distâncias maiores que 2,6 UA. A maioria foi ejetada posteriormente por Júpiter, mas os que permaneceram podem ser os asteroides tipo D e possivelmente incluem Ceres.

## Distribuição dentro do Sistema Solar

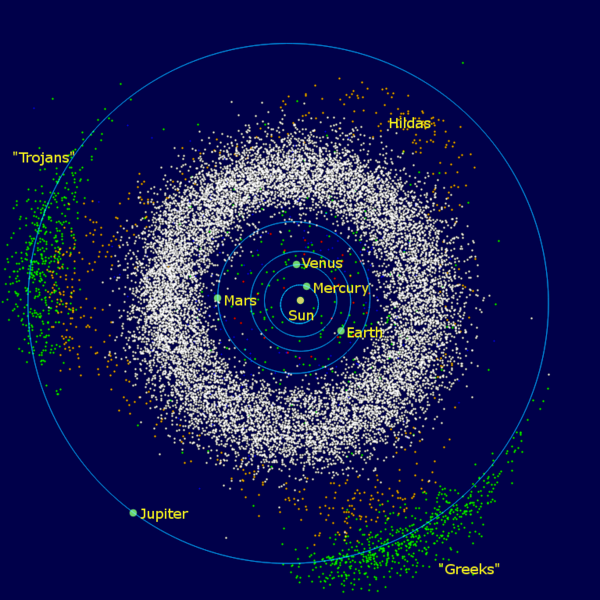
O cinturão de asteroides (branco) e os asteroides troianos de Júpiter (verde)

Vários grupos dinâmicos de asteroides foram descobertos orbitando no Sistema Solar interno. Suas órbitas são perturbadas pela gravidade de outros corpos do Sistema Solar e pelo Efeito de Yarkovsky. Populações significativas incluem:

### Cinturão de asteroides
A maioria dos asteroides conhecidos orbita dentro do cinturão de asteroides entre as órbitas de Marte e Júpiter, geralmente em órbitas de excentricidade relativamente baixa (ou seja, não muito alongadas). Estima-se que este cinturão contenha entre 1,1 e 1,9 milhões de asteroides maiores que 1 km de diâmetro, e milhões de outros menores. Esses asteroides podem ser remanescentes do disco protoplanetário e, nesta região, o acréscimo de planetesimais em planetas durante o período de formação do Sistema Solar foi evitado por grandes perturbações gravitacionais de Júpiter.

### Troianos
Troianos são populações que compartilham uma órbita com um planeta ou satélite natural maior, mas não colidem com ele porque orbitam em um dos dois pontos de estabilidade Lagrangeanos, L4 e L5, que estão 60° à frente e atrás do corpo maior. A população mais significativa de troianos são os Troianos de Júpiter. Embora menos troianos de Júpiter tenham sido descobertos (em 2010), acredita-se que eles sejam tão numerosos quanto os asteroides no cinturão de asteroides. Troianos foram encontrados nas órbitas de outros planetas, incluindo Vênus, Terra, Marte, Urano e Netuno.

### Asteroides próximos da Terra

Objetos próximos da Terra conhecidos em janeiro de 2018

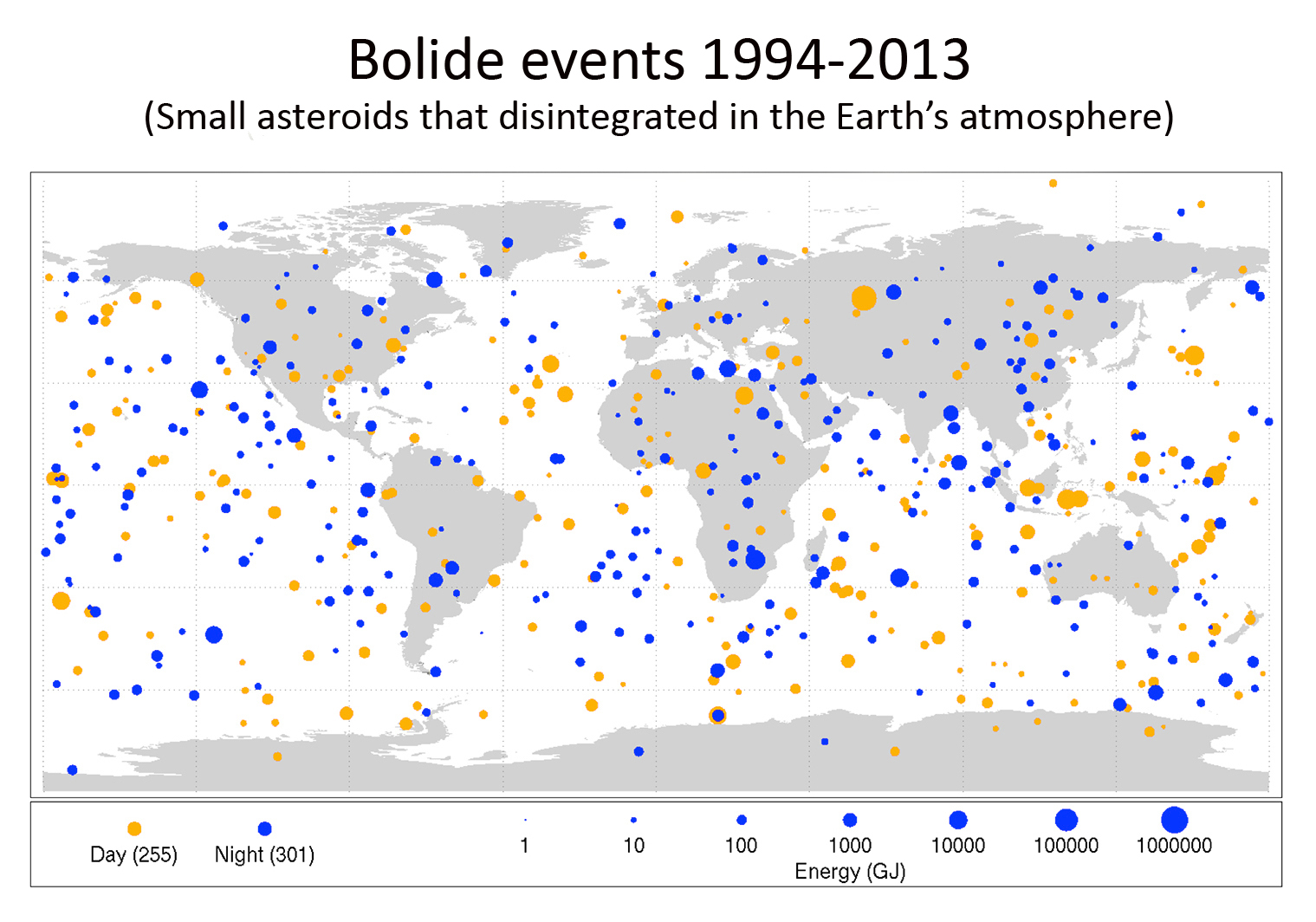
Frequência de bólidos, pequenos asteroides com aproximadamente 1 a 20 metros de diâmetro que impactaram na atmosfera da Terra

Os asteroides próximos da Terra (NEA), são asteroides que têm órbitas que passam perto da Terra. Os asteroides que realmente cruzam o caminho orbital da Terra são conhecidos como geocruzadores. Em junho de 2016, 14 464 asteroides próximos da Terra são conhecidos e aproximadamente 900 a 1 000 têm um diâmetro de mais de 1 quilômetro.

## Características

### Distribuição de tamanho

Os asteroides do Sistema Solar, categorizados por tamanho e número

Os asteroides variam muito em tamanho, de quase 1 000 km para os maiores até rochas de apenas 1 metro de diâmetro. Os três maiores são muito parecidos com planetas em miniatura: eles são aproximadamente esféricos, têm pelo menos interiores parcialmente diferenciados, e são considerados protoplanetas sobreviventes. A grande maioria, entretanto, é muito menor e de formato irregular; são considerados planetesimais danificados ou fragmentos de corpos maiores.
O planeta anão Ceres é de longe o maior asteroide, com um diâmetro de 940 km. Os próximos maiores são 4 Vesta e 2 Palas, ambos com diâmetros de pouco mais de 500 km. 4 Vesta é o único asteroide do cinturão principal que pode, ocasionalmente, ser visível a olho nu. Em algumas raras ocasiões, um asteroide próximo da Terra pode se tornar rapidamente visível sem ajuda técnica; veja 99942 Apophis.
A massa de todos os objetos do cinturão de asteroides, situados entre as órbitas de Marte e Júpiter, é estimada na faixa de (2,8–3,2)×1021 kg, cerca de 4% da massa da Lua. Destes, Ceres compreende 0,938×1021 kg, cerca de um terço do total. Adicionando os próximos três objetos de maior massa, 4 Vesta (9%), 2 Palas (7%) e 10 Hígia (3%), esse número chega à metade, enquanto os três asteroides de maior massa depois disso, 511 Davida (1,2%), 704 Interamnia (1%) e 52 Europa (0,9%), constituem apenas outros 3%. O número de asteroides aumenta rapidamente à medida que suas massas individuais diminuem.
O número de asteroides diminui acentuadamente com o tamanho. Embora isso geralmente siga uma lei de potência, existem 'saliências' em 5 km e 100 km, onde mais asteroides do que o esperado de uma distribuição logarítmica são encontrados.
| Número aproximado de asteroides (N) maiores que um certo diâmetro (D) | Número aproximado de asteroides (N) maiores que um certo diâmetro (D) | Número aproximado de asteroides (N) maiores que um certo diâmetro (D) | Número aproximado de asteroides (N) maiores que um certo diâmetro (D) | Número aproximado de asteroides (N) maiores que um certo diâmetro (D) | Número aproximado de asteroides (N) maiores que um certo diâmetro (D) | Número aproximado de asteroides (N) maiores que um certo diâmetro (D) | Número aproximado de asteroides (N) maiores que um certo diâmetro (D) | Número aproximado de asteroides (N) maiores que um certo diâmetro (D) | Número aproximado de asteroides (N) maiores que um certo diâmetro (D) | Número aproximado de asteroides (N) maiores que um certo diâmetro (D) | Número aproximado de asteroides (N) maiores que um certo diâmetro (D) | Número aproximado de asteroides (N) maiores que um certo diâmetro (D) | Número aproximado de asteroides (N) maiores que um certo diâmetro (D) | Número aproximado de asteroides (N) maiores que um certo diâmetro (D) |
| --------------------------------------------------------------------- | --------------------------------------------------------------------- | --------------------------------------------------------------------- | --------------------------------------------------------------------- | --------------------------------------------------------------------- | --------------------------------------------------------------------- | --------------------------------------------------------------------- | --------------------------------------------------------------------- | --------------------------------------------------------------------- | --------------------------------------------------------------------- | --------------------------------------------------------------------- | --------------------------------------------------------------------- | --------------------------------------------------------------------- | --------------------------------------------------------------------- | --------------------------------------------------------------------- |
| D                                                                     | 0,1 km                                                                | 0,3 km                                                                | 0,5 km                                                                | 1 km                                                                  | 3 km                                                                  | 5 km                                                                  | 10 km                                                                 | 30 km                                                                 | 50 km                                                                 | 100 km                                                                | 200 km                                                                | 300 km                                                                | 500 km                                                                | 900 km                                                                |
| N                                                                     | 25000                                                                 | 4000                                                                  | 2000                                                                  | 750000                                                                | 200000                                                                | 90000                                                                 | 10000                                                                 | 1100                                                                  | 600                                                                   | 200                                                                   | 30                                                                    | 5                                                                     | 3                                                                     | 1                                                                     |

#### Maiores asteroides

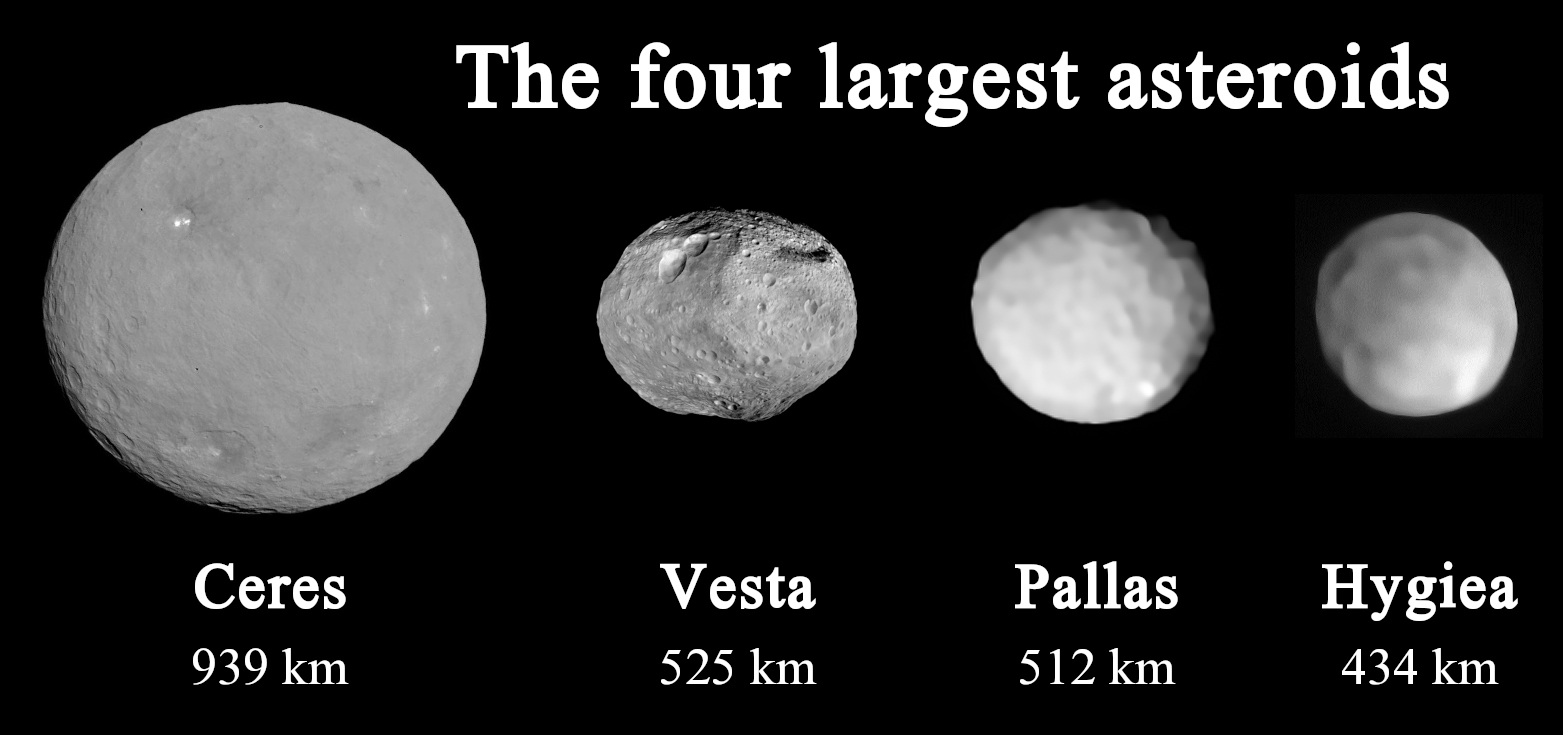
Os quatro maiores asteroides: 1 Ceres, 4 Vesta, 2 Palas e 10 Hígia

Embora sua localização no cinturão de asteroides os exclua do status de planeta, os três maiores objetos, Ceres, 4 Vesta e 2 Palas, são protoplanetas intactos que compartilham muitas características comuns aos planetas e são atípicos em comparação com a maioria dos asteroides de formato irregular. O quarto maior asteroide, 10 Hígia, parece quase esférico, embora possa ter um interior indiferenciado, como a maioria dos asteroides. Entre eles, os quatro maiores asteroides constituem metade da massa do cinturão de asteroides.
Ceres é o único asteroide com uma forma totalmente elipsoidal e, portanto, o único que é um planeta anão. Ele tem uma magnitude absoluta muito maior do que os outros asteroides, em torno de 3,32, e pode possuir uma camada superficial de gelo. Como os planetas, Ceres é diferenciado: tem uma crosta, um manto e um núcleo. Nenhum meteorito de Ceres foi encontrado na Terra.
4 Vesta também tem um interior diferenciado, embora se formou dentro da linha do gelo do Sistema Solar e, portanto, é desprovido de água; sua composição é principalmente de rocha basáltica com minerais como a olivina. Além da grande cratera em seu polo sul, Rheasilvia, 4 Vesta também tem uma forma elipsoidal. 4 Vesta é o corpo-pai da Família Vesta e outros asteroides tipo V, e é a fonte dos meteoritos HED, que constituem 5% de todos os meteoritos na Terra.
2 Palas é incomum porque, como Urano, gira de lado, com seu eixo de rotação inclinado em ângulos elevados em relação ao plano orbital. Sua composição é semelhante à de Ceres: rico em carbono e silício, e talvez parcialmente diferenciado. 2 Palas é o corpo-pai da Família Palas de asteroides.
10 Hígia é o maior asteroide carbonáceo e, ao contrário dos outros asteroides maiores, fica relativamente próximo ao plano da eclíptica. É o maior membro e presumível corpo-pai da Família Hígia de asteroides. Como não há cratera suficientemente grande na superfície para ser a fonte dessa família, como há em 4 Vesta, pensa-se que 10 Hígia pode ter sido completamente interrompida na colisão que formou a Família Hígia e recoalesceu depois de perder um pouco menos de 2% de sua massa. As observações feitas com o gerador de imagens VLT-SPHERE do Very Large Telescope em 2017 e 2018, e anunciadas no final de 2019, revelaram que 10 Hígia tem uma forma quase esférica, o que é consistente com estar em equilíbrio hidrostático (e, portanto, um planeta anão), ou anteriormente em equilíbrio hidrostático, ou sendo interrompido e recoalescente.
| 1 Ceres  | 2,77 | 4,60 | 10,6° | 0,079 | 964×964×892 (significa 939,4)  | 27% | 938    | 100% | 2,16±0,01   | 9,07 |
| 4 Vesta  | 2,36 | 3,63 | 7,1°  | 0,089 | 573×557×446 (significa 525,4)  | 15% | 259    | 28%  | 3,46 ± 0,04 | 5,34 |
| 2 Palas  | 2,77 | 4,62 | 34,8° | 0,231 | 550×516×476 (significa 512±6)  | 15% | 201±13 | 21%  | 2,57±0,19   | 7,81 |
| 10 Hígia | 3,14 | 5,56 | 3,8°  | 0,117 | 450×430×424 (significa 434±14) | 12% | 83±8   | 9%   | 1,94±0,19   | 13,8 |

### Rotação
As medições das taxas de rotação de grandes asteroides no cinturão de asteroides mostram que existe um limite superior. Poucos asteroides com diâmetro maior que 100 metros têm um período de rotação menor que 2,2 horas. Para asteroides girando mais rápido do que aproximadamente esta taxa, a força inercial na superfície é maior do que a força gravitacional, então qualquer material de superfície solto seria lançado para fora. No entanto, um objeto sólido deve ser capaz de girar muito mais rapidamente. Isso sugere que a maioria dos asteroides com diâmetro superior a 100 metros são pilhas de entulho formadas pelo acúmulo de entulho após colisões entre asteroides.

### Composição

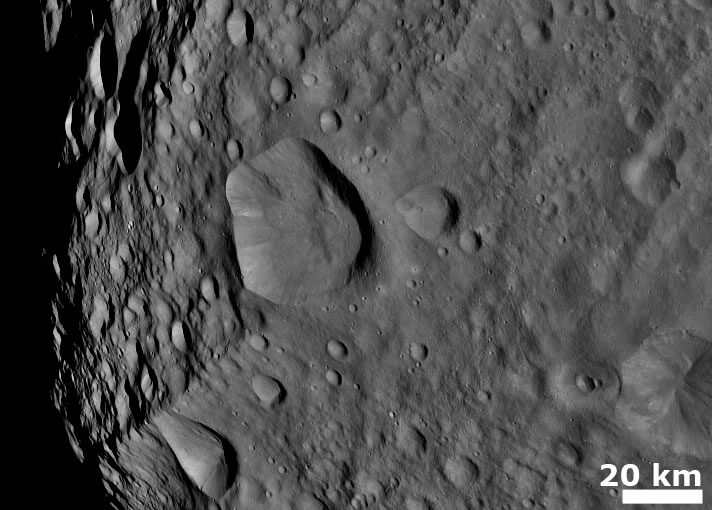
Terreno com crateras em 4 Vesta

A composição física dos asteroides é variada e, na maioria dos casos, mal compreendida. Ceres parece ser composto de um núcleo rochoso coberto por um manto de gelo, onde 4 Vesta é pensado para ter um núcleo de níquel-ferro, manto de olivina e crosta basáltica. 10 Hígia, no entanto, que parece ter uma composição uniformemente primitiva de condrito carbonáceo, é considerado o maior asteroide indiferenciado. Acredita-se que a maioria dos asteroides menores sejam pilhas de escombros mantidas juntas pela gravidade, embora os maiores provavelmente sejam sólidos. Alguns asteroides têm luas ou são binários em co-órbita: Pilhas de entulho, luas, binários e famílias de asteroides espalhadas são considerados resultados de colisões que interromperam um asteroide pai ou, possivelmente, um planeta.
Os asteroides contêm traços de aminoácidos e outros compostos orgânicos, e alguns especulam que os impactos dos asteroides podem ter semeado a Terra primitiva com os produtos químicos necessários para iniciar a vida, ou podem até mesmo ter trazido a própria vida para a Terra (veja também Panspermia). Em agosto de 2011, um relatório, baseado em estudos da NASA com meteoritos encontrados na Terra, foi publicado sugerindo que componentes de DNA e RNA (adenina, guanina e moléculas orgânicas relacionadas) podem ter sido formados em asteroides e cometas no espaço sideral.

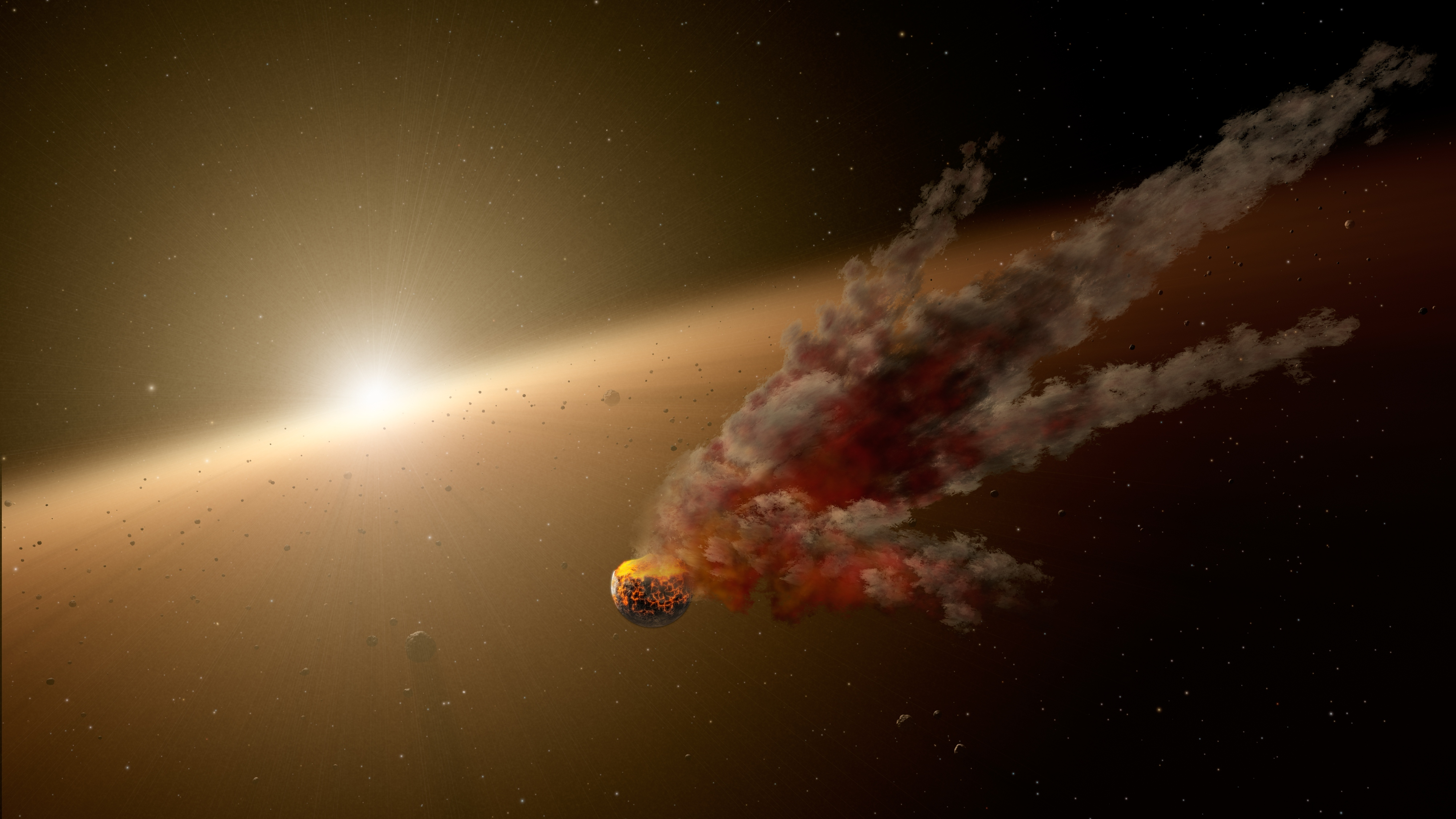
Colisão de asteroides, construindo planetas (conceito artístico)

A composição é calculada a partir de três fontes primárias: albedo, espectro de superfície e densidade. A densidade só pode ser determinada com precisão observando as órbitas das luas que o asteroide pode ter. Até agora, cada asteroide com luas revelou-se uma pilha de entulho, um conglomerado solto de rocha e metal que pode ser metade do espaço vazio por volume. Os asteroides investigados têm até 280 km de diâmetro e incluem 121 Hermione (268×186×183 km) e 87 Sylvia (384×262×232 km). Apenas meia dúzia de asteroides são maiores do que 87 Sylvia, embora nenhum deles tenha luas; no entanto, alguns asteroides menores são considerados mais massivos, sugerindo que eles podem não ter sido interrompidos e, de fato, 511 Davida, do mesmo tamanho que 87 Sylvia com erro de medição, é estimado em duas vezes e meia mais massivo, embora isso seja altamente incerto. O fato de que grandes asteroides como 87 Sylvia podem ser pilhas de entulho, presumivelmente devido a impactos disruptivos, tem consequências importantes para a formação do Sistema Solar: Simulações de computador de colisões envolvendo corpos sólidos mostram-nos destruindo uns aos outros com a mesma frequência que se fundindo, mas as pilhas de entulho em colisão têm maior probabilidade de se fundir. Isso significa que os núcleos dos planetas podem ter se formado com relativa rapidez.
Em 7 de outubro de 2009, a presença de gelo de água foi confirmada na superfície de 24 Themis usando o NASA Infrared Telescope Facility. A superfície do asteroide parece completamente coberta de gelo. Como essa camada de gelo está sublimando, ela pode estar sendo reabastecida por um reservatório de gelo sob a superfície. Compostos orgânicos também foram detectados na superfície. Os cientistas levantam a hipótese de que parte da primeira água trazida para a Terra foi entregue por impactos de asteroides após a colisão que produziu a Lua. A presença de gelo em 24 Themis apoia essa teoria.
Em outubro de 2013, a água foi detectada em um corpo extra-solar pela primeira vez, em um asteroide orbitando a anã branca GD 61. Em 22 de janeiro de 2014, cientistas da Agência Espacial Europeia (ESA) relataram a detecção, pela primeira vez definitiva, de vapor de água em Ceres, o maior objeto no cinturão de asteroides. A detecção foi feita usando as habilidades de infravermelho distante do Observatório Espacial Herschel. A descoberta é inesperada porque os cometas, e não asteroides, são normalmente considerados "jatos e plumas". De acordo com um dos cientistas, "as linhas estão se tornando cada vez mais difusas entre cometas e asteroides".
Em maio de 2016, dados significativos de asteroides decorrentes das missões Wide-field Infrared Survey Explorer e NEOWISE foram questionados. Embora as primeiras críticas originais não tenham sido submetidas à revisão por pares, um estudo revisado por pares mais recente foi subsequentemente publicado.
Em novembro de 2019, os cientistas relataram a detecção, pela primeira vez, de moléculas de açúcar, incluindo ribose, em meteoritos, sugerindo que processos químicos em asteroides podem produzir alguns bioingredientes fundamentalmente essenciais para a vida e apoiando a noção de um mundo de RNA antes de uma origem da vida baseada no DNA na Terra e, possivelmente, também, a noção de panspermia.
Foi demonstrado em 2019 que o Acfer 049, um meteorito descoberto na Argélia em 1990, contém fósseis de gelo dentro dele, a primeira evidência direta de gelo de água na composição dos asteroides.

### Características de superfície
A maioria dos asteroides fora dos "quatro grandes" (1 Ceres, 2 Palas, 4 Vesta e 10 Hígia) são provavelmente semelhantes em aparência, embora em formato irregular. 253 Mathilde de 50 km é uma pilha de entulho saturada com crateras com diâmetros do tamanho do raio do asteroide e observações baseadas na Terra, 511 Davida de 300 km, um dos maiores asteroides depois dos quatro grandes, revelam um perfil angular semelhante, sugerindo que é também saturado com crateras do tamanho de um raio. Asteroides de tamanho médio como 253 Mathilde e 243 Ida que foram observados de perto também revelam um regolito profundo cobrindo a superfície. Dos quatro grandes, 2 Palas e 10 Hígia são praticamente desconhecidos. 4 Vesta tem fraturas por compressão circundando uma cratera do tamanho de um raio em seu polo sul, mas, fora isso, é um esferoide. 1 Ceres parece bastante diferente nos vislumbres que o Telescópio Espacial Hubble forneceu, com características de superfície que provavelmente não são devido a crateras simples e bacias de impacto, mas os detalhes serão expandidos com a sonda espacial Dawn, que entrou na órbita de 1 Ceres em 6 de março de 2015.

### Cor
Os asteroides tornam-se mais escuros e vermelhos com a idade devido a erosão espacial. No entanto, as evidências sugerem que a maior parte da mudança de cor ocorre rapidamente, nos primeiros 100 000 anos, limitando a utilidade da medição espectral para determinar a idade dos asteroides.

## Classificação

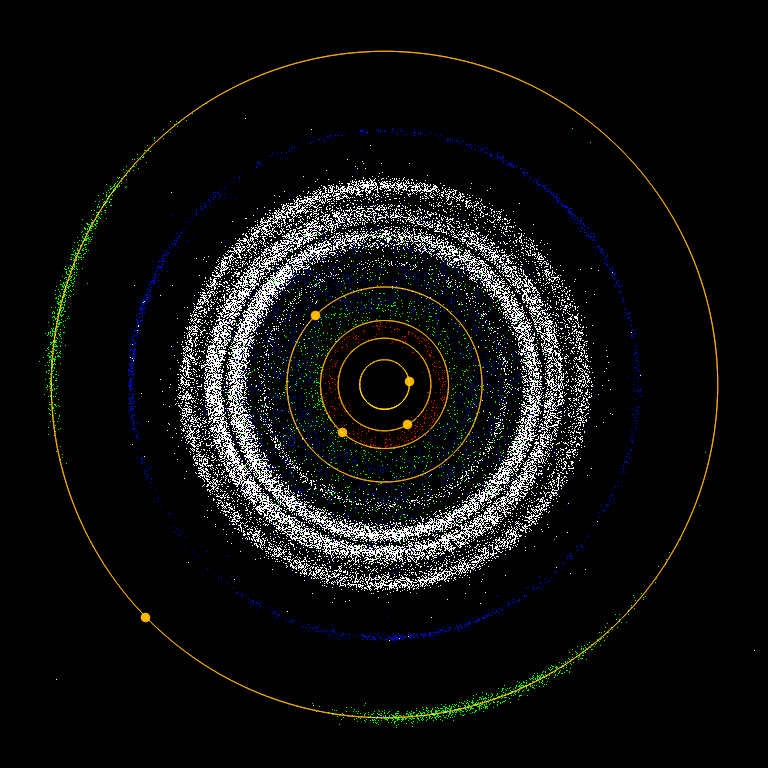
Mostrando lacunas de Kirkwood, mostrando posições com base em seu semieixo maior

Os asteroides são comumente classificados de acordo com dois critérios: as características de suas órbitas e as características de seu espectro de refletância.

### Classificação orbital
Muitos asteroides foram colocados em grupos e famílias com base em suas características orbitais. Além das divisões mais amplas, é comum nomear um grupo de asteroides com o nome do primeiro membro desse grupo a ser descoberto. Os grupos são associações dinâmicas relativamente frouxas, enquanto as famílias são mais estreitas e resultam da divisão catastrófica de um grande asteroide pai em algum momento no passado. As famílias são mais comuns e mais fáceis de identificar dentro do cinturão de asteroides, mas várias famílias pequenas foram relatadas entre os Troianos de Júpiter. As famílias do cinturão principal foram reconhecidas pela primeira vez por Kiyotsugu Hirayama em 1918 e costumam ser chamadas de Família Hirayama em sua homenagem.
Cerca de 30-35% dos corpos no cinturão de asteroides pertencem a famílias dinâmicas, cada uma considerada ter uma origem comum em uma colisão anterior entre asteroides. Uma família também foi associada ao planeta anão plutoide Haumea.

#### Quase-satélites e objetos em ferradura
Alguns asteroides têm órbitas de ferradura incomuns que são co-orbitais com a Terra ou algum outro planeta. Os exemplos são 3753 Cruithne e 2002 AA29. A primeira instância desse tipo de arranjo orbital foi descoberta entre as luas de Saturno, Epimeteu e Jano.
Às vezes, esses objetos em ferradura tornam-se temporariamente quase-satélites por algumas décadas ou algumas centenas de anos, antes de retornar ao seu status anterior. Tanto a Terra quanto Vênus são conhecidos por terem quase-satélites.
Esses objetos, se associados com a Terra ou Vênus ou mesmo hipoteticamente Mercúrio, são uma classe especial de asteroides Aton. No entanto, esses objetos também podem ser associados a planetas externos.

### Classificação espectral

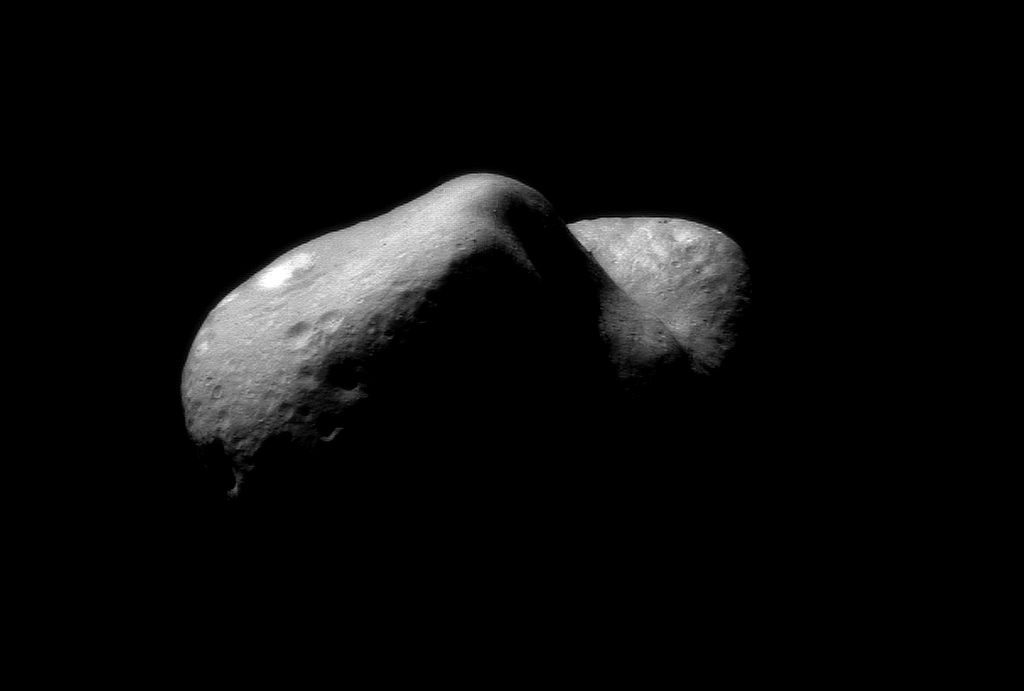
Esta imagem de 433 Eros mostra a visão vista de uma extremidade do asteroide através da goiva em seu lado inferior e em direção à extremidade oposta. Características tão pequenas quanto 35 m de diâmetro podem ser vistas

Em 1975, um sistema taxonômico de asteroide baseado na cor, albedo e forma espectral foi desenvolvido por Clark R. Chapman, David Morrison e Ben Zellner. Acredita-se que essas propriedades correspondam à composição do material da superfície do asteroide. O sistema de classificação original tinha três categorias: Tipo C para objetos carbonáceos escuros (75% dos asteroides conhecidos), tipo S para objetos pedregosos (silicáceos) (17% dos asteroides conhecidos) e tipo U para aqueles que não se encaixam nos: tipo C ou tipo S. Esta classificação foi expandida para incluir muitos outros tipos de asteroides. O número de tipos continua a crescer à medida que mais asteroides são estudados.
As duas taxonomias mais amplamente usadas agora são a classificação de Tholen e a classificação SMASS. O primeiro foi proposto em 1984 por David J. Tholen e foi baseado em dados coletados de uma pesquisa de asteroides de oito cores realizada na década de 1980. Isso resultou em 14 categorias de asteroides. Em 2002, o Small Main-Belt Asteroid Spectroscopic Survey resultou em uma versão modificada da taxonomia de Tholen com 24 tipos diferentes. Ambos os sistemas têm 3 categorias amplas de asteroides C, S e X, onde X consiste principalmente de asteroides metálicos, como o tipo M. Existem também várias classes menores.
A proporção de asteroides conhecidos que caem nos vários tipos espectrais não reflete necessariamente a proporção de todos os asteroides desse tipo; alguns tipos são mais fáceis de detectar do que outros, enviesando os totais.

#### Problemas
Originalmente, as designações espectrais eram baseadas em inferências da composição de um asteroide. No entanto, a correspondência entre a classe espectral e a composição nem sempre é muito boa, e uma variedade de classificações está em uso. Isso gerou uma confusão significativa. Embora os asteroides de diferentes classificações espectrais sejam provavelmente compostos de materiais diferentes, não há garantias de que os asteroides da mesma classe taxonômica sejam compostos dos mesmos (ou semelhantes) materiais.

## Nomenclatura

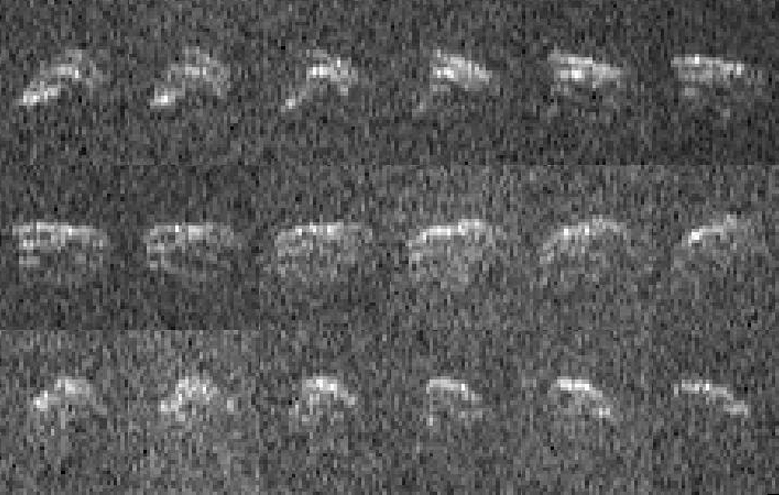
2013 CE, mostrado aqui em imagens de radar, tem uma designação provisória

Um asteroide recém-descoberto recebe uma designação provisória (como 2002 AT4) que consiste no ano da descoberta e um código alfanumérico que indica o meio-mês da descoberta e a sequência dentro desse meio-mês. Uma vez que a órbita de um asteroide foi confirmada, ele recebe um número e, posteriormente, também pode receber um nome (por exemplo, 433 Eros). A convenção de nomenclatura formal usa parênteses em torno do número, por exemplo, (433) Eros, mas deixar cair os parênteses é bastante comum. Informalmente, é comum descartar o número por completo ou depois da primeira menção quando um nome é repetido no texto corrido. Além disso, os nomes podem ser propostos pelo descobridor do asteroide, dentro das diretrizes estabelecidas pela União Astronômica Internacional.

### Símbolos
Os primeiros asteroides a serem descobertos foram atribuídos a símbolos icônicos como os tradicionalmente usados para designar os planetas. Em 1855, havia duas dúzias de símbolos de asteroides, que frequentemente ocorriam em múltiplas variantes.
| Asteroide     | Símbolo                          | Símbolo | Ano  |
| ------------- | -------------------------------- | --- | ---- |
| 1 Ceres       | ⚳                                | Foice de Ceres, revertida para dobrar como a letra C | 1801 |
| 2 Palas       | ⚴                                | Lança de Atena (Palas) | 1801 |
| 3 Juno        | ⚵                                | Uma estrela montada em um cetro, para Juno, a Rainha do Céu | 1804 |
| 4 Vesta       | ⚶                                | O altar e o fogo sagrado de Vesta | 1807 |
| 5 Astreia     |                                  | Uma escala, ou uma âncora invertida, símbolos de justiça | 1845 |
| 6 Hebe        |                                  | Copo de Hebe | 1847 |
| 7 Iris        |                                  | Um arco-íris (íris) e uma estrela | 1847 |
| 8 Flora       |                                  | Uma flor (flora), especificamente a Rosa da Inglaterra | 1847 |
| 9 Metis       |                                  | O olho da sabedoria e uma estrela | 1848 |
| 10 Hígia      |                                  | A serpente e uma estrela de Hígia, ou o bastão de Asclépio | 1849 |
| 11 Partenope  |                                  | Uma harpa ou um peixe e uma estrela; símbolos das sereias | 1850 |
| 12 Victória   |                                  | Os louros da vitória e uma estrela | 1850 |
| 13 Egéria     | Símbolo astronômico de 13 Egéria | Um escudo, símbolo da proteção de Egéria e uma estrela | 1850 |
| 14 Irene      |                                  | Uma pomba carregando um ramo de oliveira (símbolo da 'paz' de irene) com uma estrela em sua cabeça, ou um ramo de oliveira, uma bandeira de trégua e uma estrela | 1851 |
| 15 Eunomia    |                                  | Um coração, símbolo de boa ordem (eunomia) e uma estrela | 1851 |
| 16 Psique     |                                  | A asa de uma borboleta, símbolo da alma (psique) e uma estrela                                                                                                   | 1852 |
| 17 Tétis      |                                  | Um golfinho, símbolo de Tétis e uma estrela | 1852 |
| 18 Melpómene  |                                  | A adaga de Melpômene e uma estrela | 1852 |
| 19 Fortuna    |                                  | A Roda da Fortuna e uma estrela | 1852 |
| 26 Proserpina |                                  | Romã de Proserpina | 1853 |
| 28 Bellona    |                                  | O chicote e a lança de Belona | 1854 |
| 29 Amphitrite |                                  | A concha de Anfitrite e uma estrela | 1854 |
| 35 Leukothea  |                                  | Um farol, símbolo de Leucoteia | 1855 |
| 37 Fides      |                                  | A cruz da fé (fides) | 1855 |

Em 1851, após a descoberta do 15.º asteroide (15 Eunomia), Johann Franz Encke fez uma grande mudança na edição de 1854 do Berliner Astronomisches Jahrbuch (BAJ, Berlin Astronomical Yearbook). Ele introduziu um disco (círculo), um símbolo tradicional de uma estrela, como o símbolo genérico de um asteroide. O círculo foi então numerado em ordem de descoberta para indicar um asteroide específico (embora ele tenha atribuído ① ao 5.º asteroide, 5 Astreia, enquanto continuava a designar os primeiros quatro apenas com seus símbolos icônicos existentes). A convenção do círculo numerado foi rapidamente adotada pelos astrônomos, e o próximo asteroide a ser descoberto (16 Psique, em 1852) foi o primeiro a ser designado dessa forma na época de sua descoberta. No entanto, 16 Psique também recebeu um símbolo icônico, assim como alguns outros asteroides descobertos nos anos seguintes (veja o gráfico acima). 20 Massalia foi o primeiro asteroide a que não foi atribuído um símbolo icônico e nenhum símbolo icônico foi criado após a descoberta de 37 Fides em 1855. Naquele ano, o número de 5 Astreia foi aumentado para ⑤, mas os primeiros quatro asteroides, 1 Ceres a 4 Vesta, não foram listados por seus números até a edição de 1867. O círculo logo foi abreviado para um par de parênteses, que eram mais fáceis de escrever e às vezes omitidos por completo nas décadas seguintes, levando à convenção moderna.

## Exploração

433 Eros vista pela sonda espacial NEAR Shoemaker

Até a era das viagens espaciais, os objetos no cinturão de asteroides eram apenas pontinhos de luz até mesmo nos maiores telescópios, e suas formas e terreno permaneceram um mistério. Os melhores telescópios terrestres modernos e o Telescópio Espacial Hubble em órbita da Terra podem resolver uma pequena quantidade de detalhes nas superfícies dos maiores asteroides, mas mesmo estes permanecem pouco mais do que manchas difusas. Informações limitadas sobre as formas e composições dos asteroides podem ser inferidas de suas curvas de luz (sua variação no brilho conforme eles giram) e suas propriedades espectrais, e os tamanhos de asteroides podem ser estimados cronometrando os comprimentos de ocultação de estrelas (quando um asteroide passa diretamente em frente de uma estrela). As imagens de radar podem fornecer boas informações sobre as formas dos asteroides e parâmetros orbitais e rotacionais, especialmente para asteroides próximos da Terra. Em termos de delta-v e requisitos de propelente, objetos próximos da Terra (NEO) são mais facilmente acessíveis do que a Lua.
As primeiras fotos em close-up de objetos semelhantes a asteroides foram tiradas em 1971, quando a sonda espacial Mariner 9 fotografou Fobos e Deimos, as duas pequenas luas de Marte, que provavelmente são asteroides capturados. Essas imagens revelaram as formas irregulares de batata da maioria dos asteroides, assim como as imagens posteriores das sondas Voyager das pequenas luas dos gigantes gasosos.
O primeiro asteroide verdadeiro a ser fotografado em close-up foi 951 Gaspra em 1991, seguido em 1993 por 243 Ida e sua lua Dactyl, todos os quais foram fotografados pela sonda Galileo a caminho de Júpiter.
A primeira sonda de asteroide dedicada foi NEAR Shoemaker, que fotografou 253 Mathilde em 1997, antes de entrar em órbita por volta de 433 Eros, finalmente pousando em sua superfície em 2001.
Outros asteroides brevemente visitados por sondas espaciais a caminho de outros destinos incluem 9969 Braille (pela Deep Space 1 em 1999) e 5535 Annefrank (pela Stardust em 2002).
De setembro a novembro de 2005, a sonda japonesa Hayabusa estudou 25143 Itokawa em detalhes e foi atormentada por dificuldades, mas retornou amostras de sua superfície para a Terra em 13 de junho de 2010.
A sonda europeia Rosetta (lançada em 2004) voou por 2867 Šteins em 2008 e 21 Lutetia, o terceiro maior asteroide visitado até à data, em 2010.
Em setembro de 2007, a NASA lançou a sonda Dawn, que orbitou 4 Vesta de julho de 2011 a setembro de 2012, e está orbitando o planeta anão 1 Ceres desde 2015. 4 Vesta é o segundo maior asteroide visitado até à data.
Em 13 de dezembro de 2012, o orbitador lunar chinês Chang'e 2 voou dentro de 3,2 km do asteroide 4179 Toutatis em uma missão estendida.
A Agência Japonesa de Exploração Aeroespacial (JAXA) lançou a sonda Hayabusa2 em dezembro de 2014 e planeja rotorno de amostras de 162173 Ryugu em dezembro de 2020.
Em junho de 2018, o Conselho Nacional de Ciência e Tecnologia dos Estados Unidos alertou que os Estados Unidos não está preparada para um evento de impacto de asteroide e desenvolveu e lançou o "National Near-Earth Object Preparedness Strategy Action Plan" (Plano de Ação da Estratégia Nacional de Preparação de Objetos Próximos da Terra) para melhor se preparar.

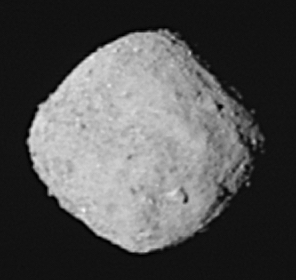
101955 Bennu

Em setembro de 2016, a NASA lançou a missão de retorno de amostra OSIRIS-REx ao asteroide 101955 Bennu, que alcançou em dezembro de 2018. Em junho de 2019, a sonda está em órbita ao redor do asteroide.

### Missões planejadas e futuras

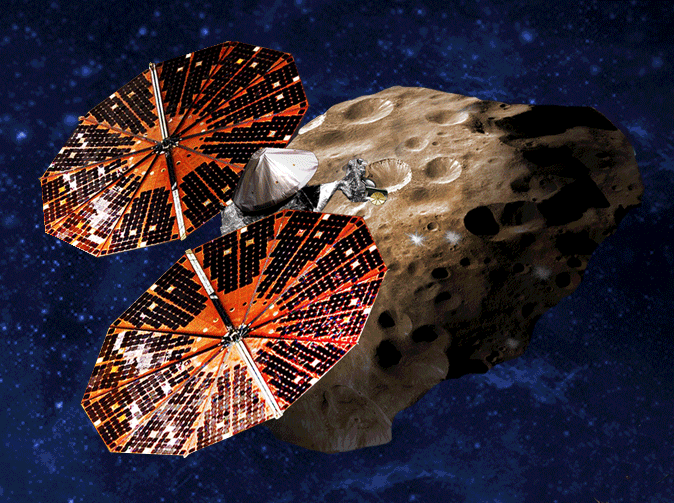
Concepção artística da sonda espacial Lucy

No início de 2013, a NASA anunciou os estágios de planejamento de uma missão para capturar um asteroide próximo da Terra e movê-lo para a órbita lunar, onde possivelmente poderia ser visitado por astronautas e posteriormente impactando na Lua. Em 19 de junho de 2014, a NASA relatou que o asteroide 2011 MD era o principal candidato para ser capturado por uma missão robótica, talvez no início de 2020.
Foi sugerido que os asteroides podem ser usados como uma fonte de materiais que podem ser raros ou esgotados na Terra (mineração de asteroides), ou materiais para a construção de habitats espaciais (veja Colonização dos asteroides). Materiais que são pesados e caros para serem lançados da Terra podem algum dia ser extraídos de asteroides e usados para fabricação e construção espacial.
No Programa Discovery dos Estados Unidos, a proposta da sonda espacial Psyche para 16 Psique e Lucy para os troianos de Júpiter chegaram ao estágio semifinalista de seleção de missão.
Em janeiro de 2017, as missões Lucy e Psyche foram selecionadas como missões 13 e 14, respectivamente do Programa Discovery da NASA.
Localização de Ceres (dentro do cinturão de asteroides) em comparação com outros corpos do Sistema Solar
Alcance da órbita de alguns corpos ao Sol, bem como algumas regiões do Sistema Solar. O ponto mais próximo da barra amarela à esquerda representa o periélio, e o mais afastado, o afélio. Quanto mais alongada a faixa associada a um corpo celeste ou conjunto de objetos, maior é sua excentricidade orbital.

## Ficção
Asteroides e o cinturão de asteroides são um grampo das histórias de ficção científica. Os asteroides desempenham vários papéis potenciais na ficção científica: como lugares que os seres humanos podem colonizar, recursos para extrair minerais, perigos encontrados por espaçonaves viajando entre dois outros pontos e como uma ameaça à vida na Terra ou em outros planetas habitados, planetas anões e satélites naturais por impacto potencial.

## Galeria

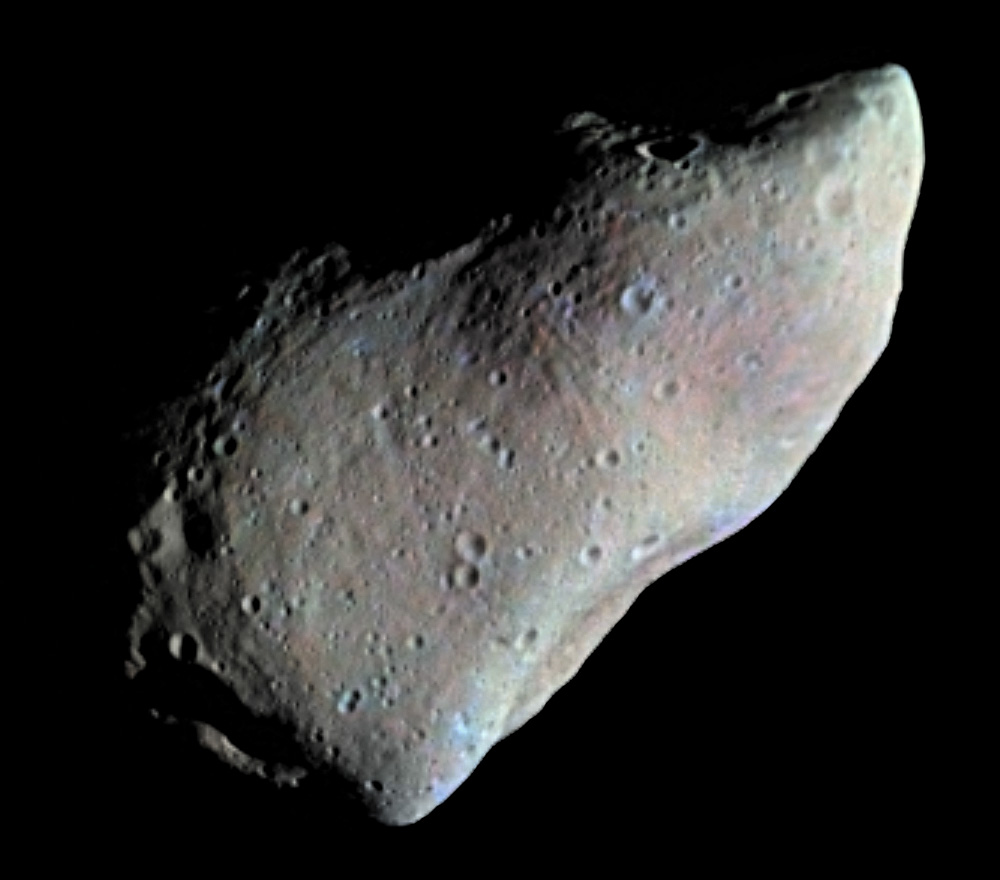
951 Gaspra é o primeiro asteroide a ser fotografado em close-up, fotografado pela Galileo em 29 de outubro de 1991 (cor aprimorada)
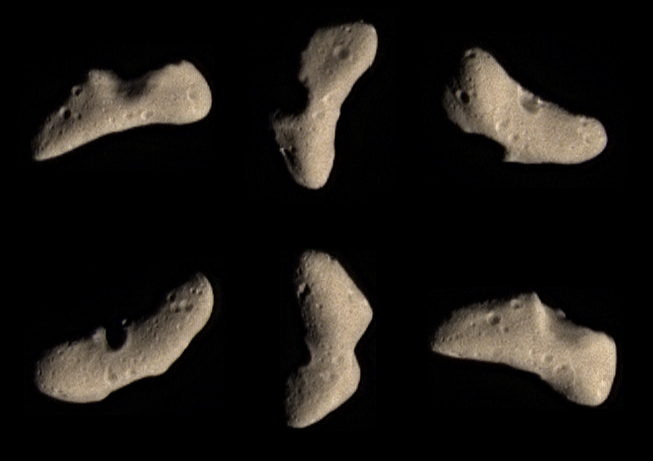
Várias imagens de 433 Eros em cor natural, fotografadas pela NEAR Shoemaker em 12 de fevereiro de 2000
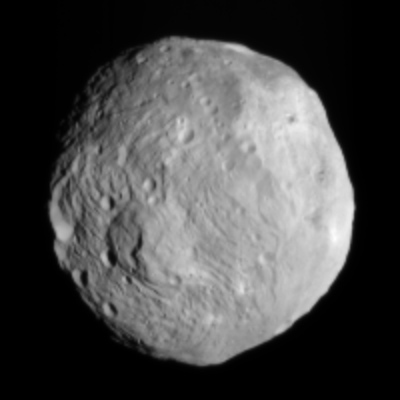
4 Vesta fotografada pela Dawn em 9 de julho de 2011
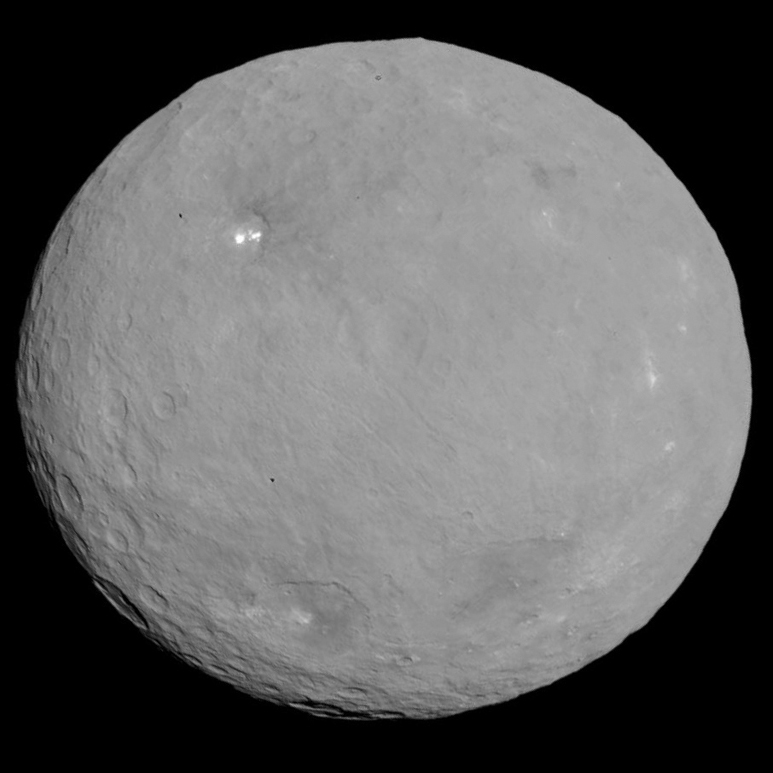
1 Ceres fotografado pela Dawn em 4 de fevereiro de 2015